# 瑞士軍工
瑞士軍工(Swiss Arms AG)是瑞士的一家軍火商，现已改名为SIG SAUER AG，在2000年前稱西格軍工 (SIG Arms AG)，原是瑞士工業集團 (SIG)的子部門之一，後被母公司將此部門獨立分拆上市並出售。
瑞士軍工在美國設有分公司，名為西格&紹爾。

## 產品
手槍
- SIG P210
- SIG P220
- SIG P225
- SIG P226 — 包括衍生型P228、P229及P224
- SIG P227
- SIG P250
- SIG P230
- SIG P239

步槍
- 維特立步槍（Vetterli）— 手動步槍，亦有出口至義大利
- Schmidt-Rubin1889直拉式手動步槍 — 7.5×53.5毫米口徑
- Schmidt-Rubin1911直拉式手動步槍 — 發射7.5×53.5毫米口徑改裝彈，彈殼長55毫米，即是後來的7.5×55 Swiss。
- Schmidt-Rubin K-31直拉式手動步槍 — 7.5×55 Swiss口徑
- SIG SG 510自動步枪 — 曾是瑞士制式步槍，亦有出口至玻利維亞和智利
- SIG SG 530突击步枪系列 — 包括衍生型SG 530-1
- SIG SG 540突击步枪系列 — 包括衍生型SG 541、SG 542及SG 543，出口到十多個亞洲、非洲和美洲國家
- SIG SG 550突击步枪系列 — 包括衍生型SG 551、SG 552及SG 553，瑞士現役制式步槍，亦有出口至智利、法國、印尼、西班牙及美國

通用機槍
- MG 50 — 出口至丹麥並命名為M/51
- MG 710 — MG42通用機槍改進型，又名MG55，出口至玻利維亞、汶萊及智利

榴彈發射器
- SIG GLG 40